# Carex lenta
Carex lenta là một loài thực vật có hoa trong họ Cói. Loài này được D.Don mô tả khoa học đầu tiên năm 1824.

## Hình ảnh

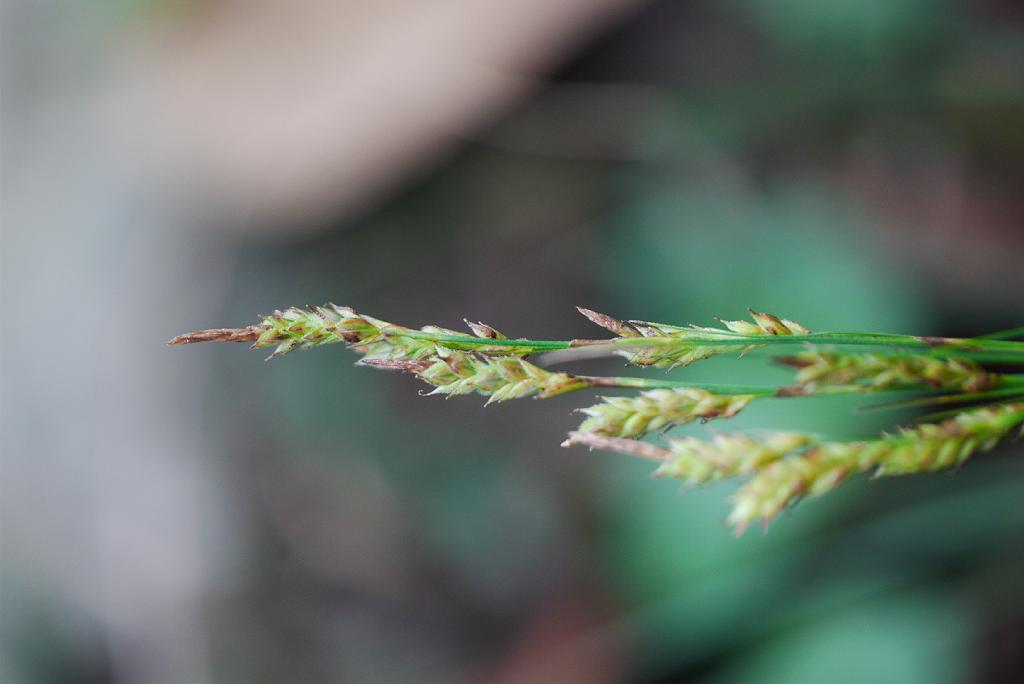